# كاريف
كاريف ( (باللاتينية: Callifae)‏ ؛ إيربينو : Carìfë ) هي بلدة ومدينة في مقاطعة أفيلينو ، كامبانيا ، إيطاليا . في عام 2001 ، كان عدد السكان 1697. كما تقع المدينة في جبال الأبينيني بين وادي أوفيتا وجبال دونيان ، وهي جزء من أبرشية الروم الكاثوليك في أريانو إيربينو لايدونيا . وتقع أراضيها على حدود بلديات Castel Baronia و Frigento و Guardia Lombardi و San Nicola Baronia و Sturno و Trevico و Vallata .